# Okno optyczne
Okno optyczne – przedział widma fal elektromagnetycznych, które są przepuszczane przez atmosferę ziemską.
Okno optyczne obejmuje fale o długościach od 300 do 1100 nm, a więc ultrafiolet (zatrzymywany częściowo przez warstwę ozonową), światło widzialne (jego zakres wynosi 380 – 770 nm), oraz bliską podczerwień (fale o długości powyżej 770 nm). Okno optyczne wraz z oknem radiowym, obejmującym zakres długości fal od ok. 1 cm do kilkunastu metrów, są jedynymi zakresami widma fal elektromagnetycznych, w których można efektywnie prowadzić obserwacje astronomiczne z powierzchni Ziemi.
Fale o długościach niemieszczących się w tych zakresach są przez atmosferę w większości pochłaniane lub (w wypadku długich fal radiowych) odbijają się od jonosfery.
Nazwa okno optyczne wynika z tego, że w jego zakresie długości fal funkcjonują używane w astronomii przyrządy optyczne (teleskopy).